# Oreodera sororcula
Oreodera sororcula là một loài bọ cánh cứng trong họ Cerambycidae.